# Grace Berger
Grace Elizabeth Berger (ur. 3 czerwca 1999 w Louisville) – amerykańska koszykarka, występująca na pozycji rozgrywającej, od 2023 zawodniczka Lointek Gernika Bizkaia, a w okresie wiosenno-letnim Indiany Fever, w WNBA.

## Osiągnięcia
Stan na 18 marca 2024, na podstawie, o ile nie zaznaczono inaczej.

### NCAA
- Uczestniczka rozgrywek:
  - Elite 8 turnieju NCAA (2021)
  - Sweet 16 turnieju NCAA (2021, 2022)
  - II rundy turnieju (2019, 2021–2023)
- Mistrzyni sezonu regularnego konferencji Big 10 (2023)
- Laureatka nagrody Big Ten Distinguished Scholar (2021, 2022 dla najlepszej studentki-sportsmenki)
- Zaliczona do:
  - I składu:
    - Big Ten (2020–2023)
    - turnieju:
      - regionalnego NCAA (2021)
      - Big Ten (2022)

    - Academic All-Big Ten (2020–2023)

  - II składu CSC Academic All-American (2023)
  - składu honorable mention All-America (2021 przez WBCA, USBWA, 2022 przez USBWA, Associated Press, 2023 przez USBWA, Associated Press)
- Liderka Big 10 w liczbie:
  - oddanych rzutów za 2 punkty (2022 – 437)
  - rozegranych minut (2022 – 1201)
- Koszykarka tygodnia konferencji Big 10 (25.11.2019, 14.02.2022)

### Reprezentacja
- Mistrzyni Ameryki (2021)